# Сграда на Държавния архив и Института за защита на паметниците на културата – Струмица
Сградата на Държавния архив на Република Македония – Отделение Струмица и Института за защита на паметниците на културата и музей – Струмица (на македонска литературна норма: Зграда на Државниот Архив на Македонија – Одделение Струмица и Заводот за заштита на спомениците на културата и Музеј во Струмица) е административна сграда в град Струмица, Република Македония. Обявена е за паметник на културата.

## История
Сградата е построена в 1931 – 1934 година.

## Описание
Намира се на улица „Никола Клюсев“ (бившата „27 март“) № 2, на кръстовището с „Гьорче Петров“. Представлява ъглова сграда в стил сецесион, която с източната и южната си фасада излиза на „Гьорче Петров“ и „Никола Клюсев“. Състои се от сутерен, приземие и етаж. Сградата е масивна със зидове от камък в сутерена и от цяла тухла на приземието и етажа. Покривната и междуетажната конструкция са дървени. Покривът е с жлебести керемиди и е прикрит с балюстрада. В сутерена и приземието е разположен Държавният архив, а на етажа Институтът за защита на паметниците на културата. Има главен вход от юг и помощен от запад. На фасадата на приземието и етажа има подчертани вертикални пиластри.
В 1997 година на запад е дограден нов дял, свързан с мост с етажа, който също е паметник на културата. В тази сграда е настанен Институтът за защита на паметниците.